# (4370) Dickens
(4370) Dickens es un asteroide perteneciente al cinturón de asteroides, descubierto el 22 de septiembre de 1982 por Edward Bowell desde la Estación Anderson Mesa (condado de Coconino, cerca de Flagstaff, Arizona, Estados Unidos).

## Designación y nombre
Designado provisionalmente como 1982 SL. Fue nombrado Dickens en honor al escritor y novelista inglés Charles Dickens.

## Características orbitales
Dickens está situado a una distancia media del Sol de 2,197 ua, pudiendo alejarse hasta 2,634 ua y acercarse hasta 1,759 ua. Su excentricidad es 0,199 y la inclinación orbital 2,554 grados. Emplea 1189 días en completar una órbita alrededor del Sol.

## Características físicas
La magnitud absoluta de Dickens es 14,3. Tiene 3,775 km de diámetro y su albedo se estima en 0,196.